# 和田義雄 (童話作家)
和田 義雄（わだ よしお、1914年 - 1984年）は、日本の童話作家。作品集に『白い劇場』、『かぜをひいたくま』など。筆名に瀬鬼順、美加久節がある。
日本児童文学者協会北海道支部の創立会員の1人でもある。
童話作家以外にも、人形劇、紙芝居、口演童話などの実践家、児童雑誌『北の子供』の編集人、ぷやら新書の企画、出版を行うなど、幅広く活躍した。
児童文学関連以外でも小樽市で喫茶店「金と銀」、札幌市で喫茶店「サボイア」(1953年-1970年）の店主をしており、札幌市での喫茶の歴史を知る書籍を上梓している。

## 児童雑誌『北の子供』との関わり
児童雑誌『北の子供』では自作の童話を掲載するほか、カットも描き、「瀬鬼順」の筆名で編集を行うと共に巻頭言の執筆、「美加久節」の筆名でコントを連載している。また、『北の子供』の創刊号では「花の種子」が附録となっていたが、このアイデアも和田によるものであった。
雑誌の宣伝、販売拡張のために設立された人形劇団『こまどり座』ではリーダー格として北海道各地の学校で巡回公演を開催した。雑誌の3周年記念愛読者大会では人形劇以外にも児童劇に俳優として出演している。
『北海道文学大事典』（1985年、北海道新聞社）の「和田義雄」の項には「1946年から1950年までは和田が『北の子供』編集長」、「北の子供」の項目には「2号以降は和田が代表、編集、発行人」としているが、適切な記述ではないとされる。第3巻12号では和田の写真が掲載されているが「かつて本誌の編集をされた方」とのキャプションが付けられており、『こまどり座』結成移行は『こまどり座』の活動が主体になっていたものと推測される。

## 経歴
1914年、北海道旭川（現・旭川市）に生まれる。沼貝村（現・美唄市）の小学校に通い、3年時に詩人で教師の支部沈黙（本名:貞助）と出会う。後に和田は童話作家になったのは支部沈黙先生の影響によると語っている。級友たちと作品集『菫星』を作り、『北海道小学生新聞』（毎日新聞北海道支社が毎日小学生新聞を改題して発行）の読者であった山下正（苫小牧在住）、後に北海道教育委員長となる安藤鉄夫（1911年 - 2007年、当時は浦河在住）と作った同人誌を交換しあっていた。
1946年7月30日に次女が誕生し、「美しい花の絵」にちなみ「絵美」と命名する。
1953年、札幌市北1条西5丁目、札幌中央警察署の目の前にコーヒーショップ「サボイア」を開業する。「サボイア」は1970年まで営業していた。

## 著作
- 白い劇場 （1949年、石川文化民報社、村岡登（画））
- かぜをひいたくま （1953年、泰光堂、東本つね（絵））
- 札幌喫茶界昭和史 （1973年、財界さっぽろ） - 雑誌『月刊さっぽろ』連載記事をまとめたもの。昭和初期から昭和40年代始めまで札幌市中心部で営業していた喫茶店一軒一軒の概要[2]。
  - 復刻版 （1994年）[2]

### 編集
- 北海道児童文学全集 （1983年、立風書房） - 編集委員[1]

### 企画・出版
- ぷやら新書[1] - 豆本、沖積舎より全50巻。1960年から1973年にかけて出版された。文化、民俗、文学、自然など、北海道にまつわるさまざまな著述を集成してある。